# 红齿硬蓝蛤
是海螂目抱蛤科抱蛤属的一种。主要分布于中国大陆、台湾，常栖息在潮间带水深40米砂底。